# Duvernoys körtel
Duvernoys körtel är en speciell salivkörtel hos vissa ormar som producerar saliv innehållande olika vävnadsnedbrytande eller paralyserande ämnen, namngiven efter Georges Louis Duvernoy, en fransk zoolog som var den förste att beskriva dessa körtlar. Duvernoys körtlar finns hos bakgiftstandade ormar, det vill säga ormar som har huggtänderna placerade i den bakre delen av käken, som snokar. Den är belägen i överkäken, ovanför de större bakre tänderna, ungefär snett bakåt under ögat. Vid ett bett rinner giftet via fåror i tänderna in i såret på bytet.